# Herb Przyrowa

Herb obowiązujący do 2024

Herb Przyrowa – jeden z symboli miasta i gminy Przyrów, ustanowiony 31 stycznia 2024.

## Wygląd i symbolika
Herb przedstawia na tarczy w polu srebrnym mur miejski, złożony z trzech rzędów czerwonych cegieł i wznoszące się nad nim trzy czerwone wieże zwieńczone złotymi koronami, z dwoma otworami strzelniczymi każda (środkowa jest wyższa od pozostałych). Jest to nawiązanie do symbolu miasta, pochodzącego z historycznych pieczęci. 

## Historia
W związku ze staraniami o przywrócenie Przyrowowi statusu miasta gmina rozpoczęła prace nad nowym, poprawnym heraldycznie wizerunkiem herbu. Nowy wzór jest bez szachownicy, którą zastąpiono murem o tej samej barwie co wieże; zmieniono też kształt koron i wprowadzono pasmo bieli pod murem.